# 萨莫色雷斯
萨莫色雷斯（希臘語：Σαμοθράκη）是希腊东马其顿和色雷斯大区埃夫罗斯专区的市镇，行政中心为萨莫色雷斯村。市镇面积为178.0平方公里，2021年人口数量为2,596人。
此市镇包括整个萨莫色雷斯岛及附近一个无人小岛。